# Flüchtung
Flüchtung ist die Verlagerung von Archiv-, Bibliotheks-, Sammlungs- und Museumsgut an einen sicheren Ort, um diese Bestände vor Kriegseinwirkung und -folgen zu schützen. Der Begriff ist ein Fachausdruck des Kulturgutschutzes und gehört zur Bestandserhaltung. Auch auf Geld, Schmuck und andere wertvolle Mobilien wurde er angewandt.

## Herkunft und Verwendung
Grammatisch ist Flüchtung eine Substantivierung des transitiven Verbs „flüchten“ und bildet Sätze wie „Die Akten waren bei der Flüchtung also in Unordnung geraten“. Bereits im 17. Jahrhundert war der Begriff in Gebrauch. „Zum andern hatte man also durch Hinaus-Bringung und Flüchtung der Waaren aus der Stadt selbige (…) denen Franzosen preiß gegeben“, heißt es in einer Chronik von 1687.
Im  Deutschen Wörterbuch (DWB) der Brüder Grimm ist der Eintrag Flüchtung lediglich als „salus fuga petita“ erklärt, dem in der Flucht gesuchten Heil. Die Autorin Angela Steidele hält das DWB für das „einzige() Lexikon, das den Begriff führt“. Allerdings ist Flüchtung auch Stichwort in Sprachwörterbüchern.
Der Begriff konnte sich ferner auf Personen beziehen. „Dann, nach Flüchtung des Königs, wurde alles mit todten Leichnamen erfüllet“, ließ Franz III. Nádasdy im Jahr 1664 in einer Vita König Bélas IV. von Ungarn formulieren. Der Archivar Matthias Herrmann schrieb im Jahr 2003 über ein Nebenlager des KZ Buchenwald: „Bei seiner Flüchtung kam es zu Erschießungen nicht mehr transportfähiger Frauen.“

## Sicherungsmethode
Um Kulturgut vor Luftangriffen zu schützen, wurde es in Deutschland im Zweiten Weltkrieg oft in Kali- und Salzbergwerken mit ihren großen, trockenen Kavernen untergebracht. Die „Flüchtung des Archivguts an weniger exponierte oder besonders gesicherte Orte“ galt als „klassische Methode der Archivaliensicherung“, heißt es in einem Tagungsband zur Bestandserhaltung. Eingeschränkt wurde diese Methode durch Schäden, die durch die Flüchtung selbst an den Beständen entstehen konnten, durch unvollständige Flüchtung wegen der schieren Menge schützenswerten Schriftgutes sowie durch unzulängliche Auswahlkriterien. Als Alternativen zur Flüchtung von Archivalien vor Kriegseinwirkungen galten die äußerliche Kennzeichnung von Archiven als zu respektierende Einrichtungen, die brandgeschützte Unterbringung von Archivalien im Archivgebäude sowie die Sicherungsverfilmung des Schriftgutes. In letzter Zeit ist die Digitalisierung hinzugekommen.

## Beispiele
Zu den Einrichtungen, deren kriegsbedingte Auslagerungen in der Literatur als Flüchtungen bezeichnet werden, gehörten (mit Jahr und Anlass):
- die Hofbibliothek aus München 1632 vor den Schweden[11]
- Schatzkammer, Archiv und  Hofbibliothek aus Wien 1683 vor den Türken[12]
- der Heilige Rock aus Trier[13] und die deutschen Reichskleinodien aus Aachen und Nürnberg[14] 1794–96 vor den Franzosen
- die Schatzkammer in München (geplante Flüchtung)[15] und das Wiener Hauptmünzamt[16] 1866 vor den Preußen
- das französische Nationalarchiv 1940 vor den Deutschen[17]
- deutsches staatliches Archivgut ab 1942 vor den Alliierten[18]